# Rotondi
Rotondi é uma comuna italiana da região da Campania, província de Avellino, com cerca de 3.346 habitantes. Estende-se por uma área de 7 km², tendo uma densidade populacional de 478 hab/km². Faz fronteira com Airola (BN), Avella, Bonea (BN), Cervinara, Montesarchio (BN), Paolisi (BN), Roccarainola (NA).

## Demografia
| Variação demográfica do município entre 1861 e 2011                               |
|                                                                                   |
| Fonte: Istituto Nazionale di Statistica (ISTAT) - Elaboração gráfica da Wikipedia |